# Billy Bauer

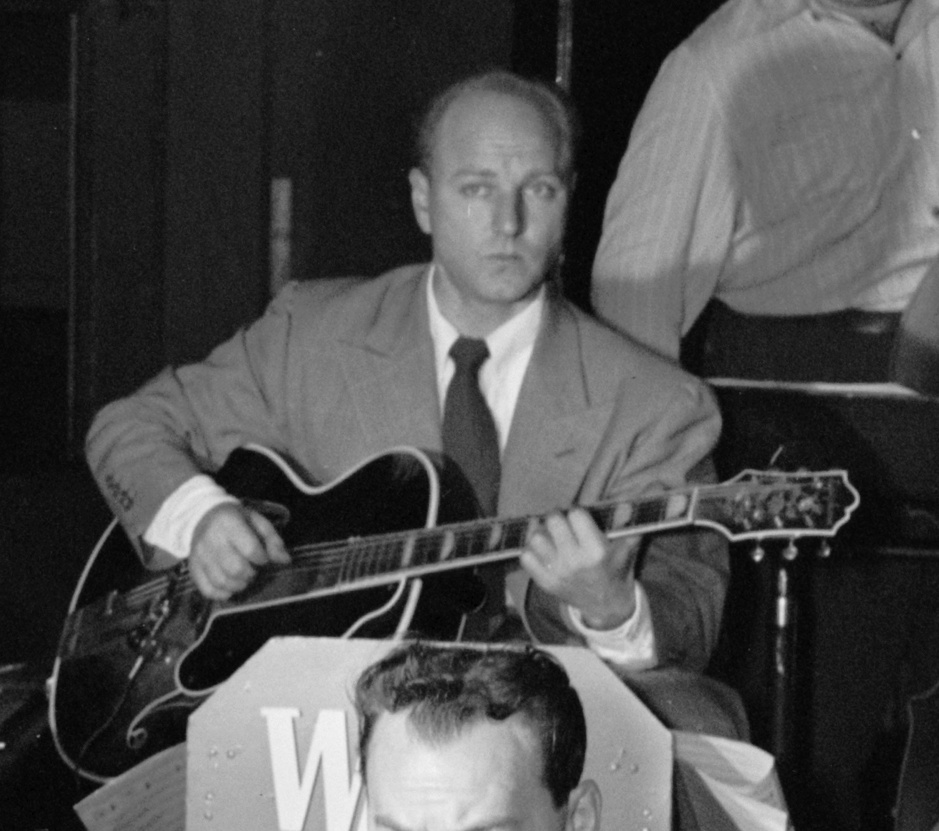
Billy Bauer, 1946
Fotografie von William P. Gottlieb

William H. „Billy“ Bauer (* 14. November 1915 in New York City; † 17. Juni 2005 in Melville, New York) war ein US-amerikanischer Jazzgitarrist.

## Leben
Bauer nahm zunächst Unterricht auf dem Banjo, orientierte sich beim Gitarrenspiel an Allan Reuss und begann 1939 bei Jerry Wald. Zwischen 1944 und 1946 spielte er in Woody Hermans First Herd, mit Neal Hefti, Charlie Ventura und der Band von Chubby Jackson (1947). Zwischen 1946 und 1949 war er Mitglied des Ensembles von Lennie Tristano und war an den legendären Aufnahmen vom Mai 1949 für Capitol Records beteiligt (Crosscurrents).
Bauer war einer der wenigen Gitarristen der damaligen Zeit, der die elastische Phrasierung von Charlie Christian vermied, sondern einen metallischen Klang bevorzugte. Später spielte er mit J. J. Johnson und Kai Winding (1954), Bobby Hackett und Jack Teagarden (1957) oder Cootie Williams und Rex Stewart (1957) und mit Benny Goodman (1958), aber auch wieder mit Tristano und Lee Konitz. 1956 entstand sein einziges Album unter eigenem Namen, Plectrist. 1997 ist er das letzte Mal öffentlich aufgetreten. Im Wesentlichen arbeitete Bauer als Musikpädagoge und Studiomusiker. Er besaß einen Musikverlag.
Seine Duos mit Konitz 1950 („Rebecca“) waren das Vorbild für die Duos von Albert Mangelsdorff und Attila Zoller.